# 肯特 (愛荷華州)
肯特（英語：Kent）是位於美國愛荷華州猶尼昂縣的一個人口普查指定地區。

## 人口
根據2010年美國人口普查的數據，肯特的面積為1.30平方千米，當中陸地面積為1.30平方千米，而水域面積為0.00平方千米。當地共有人口52人，而人口密度為每平方千米40人。